# Fritz Zorn
Pour les articles homonymes, voir Zorn (homonymie) et Angst.
Fritz Zorn est le nom de plume de Fritz Angst, né le 10 avril 1944 à Meilen dans le canton de Zurich et mort le 2 novembre 1976 à Zurich, un écrivain suisse de langue allemande.

## Biographie
Fils d'une famille patricienne très austère, il a passé son enfance et jeunesse sur la « Rive dorée » de Zurich. Après le lycée, il a étudié la philologie allemande et les langues romanes. À l’université, il obtient le titre de docteur. Pendant une brève période, il a été professeur dans un lycée, jusqu'à ce que son cancer le force à abandonner cette profession. Il entame une psychothérapie et commence à écrire ses mémoires.
Il a terminé d'écrire Mars en 1976 (paru en allemand en 1977, en français en 1979 et en 2023), histoire de son cancer, de sa vie névrotique, de son impossibilité à aimer et à communiquer. Il y décrit également tout l'ennui de la Suisse, lui qui était issu de la grande bourgeoisie zurichoise.
Son vrai nom de famille, Angst, signifie en français « peur », « angoisse », et son pseudonyme « colère ».

## Œuvre
- Mars « Je suis jeune et riche et cultivé ; et je suis malheureux, névrosé et seul... »

Il s'agit d'une des œuvres importantes des années 1970, choisie par la rédaction du magazine Lire comme le meilleur livre de l'année 1979. Le livre a gagné beaucoup d'admirateurs dans les années 1980 parce qu’il était très radical (trois ans après Mars, Zurich était en flammes et de jeunes émeutiers terrorisaient la ville).
Mais surtout le livre fut publié à une époque où l'on ignorait encore la plupart des mécanismes à l'origine des cancers. Aussi, la théorie développée par Fritz Zorn selon laquelle, chacun « fabrique » et « mérite » le cancer qui « le ronge » eut un grand retentissement tant dans le monde médical qu'auprès du grand public.
Les progrès des connaissances n'ont pas confirmé cette intuition de Fritz Zorn, mais sa démarche reste une source très riche pour tous ceux, en particulier, malades, proches de malades, médecins, soignants, qui sont confrontés chaque jour aux souffrances psychiques induites par une maladie grave.
Dans un travail intitulé « Fritz Zorn, le carcinome de Dieu. Phénomène psychosomatique et structure psychotique », le psychanalyste Jean-Claude Maleval considère que Mars constitue un exceptionnel document clinique  sur ce que son auteur nomme « une maladie de l’âme ». Zorn considère l’avoir traitée par son cancer, de sorte qu’il soutient un stupéfiant paradoxe : « la chose la plus intelligente que j’aie jamais faite, c’est d’attraper le cancer ». Il témoigne ainsi d'une logique subjective révélant que le phénomène psychosomatique peut avoir pour bénéfice de tempérer l'angoisse chez certains sujets.
Fritz Zorn entre, avec Mars, dans le cercle très étroit des écrivains qui, tels Georges Perros ou Barbellion et Marie Bashkirtseff, « chacun à sa manière s’adonnèrent à ce genre rare entre tous : le faire-part de décès autobiographique ».
Cette problématique, un homme jeune  disparaissant à la suite d'une maladie, sans laisser d'autre trace que son seul et unique écrit, n'est pas sans rappeler d'autres situation comparables. On peut citer  Bruce Frederick Cummings, promis à un bel avenir et qui n'aura de cesse d'instiller dans son unique livre l’âme de ce que le malheur de son état de santé  lui confisque. Mais le parallèle a ses limites et Le Journal d'un Homme déçu ne comporte aucune connotation sur les relations familiales de l'auteur.
En 2020, Georgina Tacou publie chez Gallimard Évangile des égarés, qui remet Mars en lumière et constitue un hommage à Fritz Zorn.

## Postérité
Fritz Zorn est, avec Werner Sauber, dédicataire de Double de Daniel de Roulet.